# Vietteania longirostris
Vietteania longirostris är en fjärilsart som beskrevs av Emilio Berio 1940. Vietteania longirostris ingår i släktet Vietteania och familjen nattflyn. Inga underarter finns listade i Catalogue of Life.